# Helena Vobořilová
Helena Vobořilová (* 9. listopadu 1929) byla česká a československá politička, bezpartijní poslankyně České národní rady a Sněmovny národů Federálního shromáždění na počátku normalizace.

## Biografie
K roku 1969 se uvádí profesně dámská krejčová, bytem Zruč-Senec. Získala základní vzdělání a vyučila se dámskou krejčovou. V době nástupu do parlamentu byla poslankyní ONV pro okres Plzeň-sever a členkou předsednictva OV Československého svazu žen v okrese Plzeň-sever.
Po provedení federalizace Československa usedla v lednu 1969 do Sněmovny národů Federálního shromáždění. Do federálního parlamentu ji nominovala Česká národní rada, kde rovněž zasedala. Ve federálním parlamentu setrvala do května 1970, kdy rezignovala.